# Victims
Victims – pierwszy minialbum polskiej grupy muzycznej Hate. Wydawnictwo ukazało się 15 czerwca 1999 roku nakładem wytwórni muzycznej Metal Mind Productions. Nagrania zostały zarejestrowane w olsztyńskim Selani Studio we wrześniu 1998 roku we współpracy z producentem muzycznym Andrzejem Bombą. Pięć kompozycji pochodzących z płyty ukazało się w 10 kwietnia 2001 roku na kompilacji pt. Holy Dead Trinity.

## Lista utworów
Opracowano na podstawie materiału źródłowego.
| Nr | Tytuł utworu                     | Długość |
| -- | -------------------------------- | ------- |
| 1. | „Holy Dead Trinity”              | 03:35   |
| 2. | „No Life After Death”            | 03:19   |
| 3. | „Victims”                        | 03:17   |
| 4. | „God Overslept”                  | 03:11   |
| 5. | „The Kills (cover Napalm Death)” | 00:20   |
| 6. | „Postmortem (cover Slayer)”      | 03:44   |
|    |                                  | 17:26   |

| Utwory dodatkowe | Utwory dodatkowe   | Utwory dodatkowe |
| Nr               | Tytuł utworu       | Długość          |
| ---------------- | ------------------ | ---------------- |
| 1.               | „Decadence”        | 03:05            |
| 2.               | „Burn With Hatred” | 02:54            |
| 3.               | „Performance”      | 03:55            |
| 4.               | „Living Sacrifice” | 02:16            |
| 5.               | „Evil Art”         | 02:57            |
| 6.               | „Demigod”          | 02:28            |
|                  |                    | 17:35            |

## Twórcy
Opracowano na podstawie materiału źródłowego.
| Zespół Hate w składzie - Adam "ATF Sinner" Buszko - wokal prowadzący, gitara rytmiczna, gitara prowadząca - Ralph - gitara rytmiczna, gitara prowadząca - Cyprian Konador - gitara basowa - Piotr "Mittloff" Kozieradzki - perkusja |  | Produkcja - Andrzej Bomba - inżynieria dźwięku, miksowanie, produkcja muzyczna - Piotr Madziar - mastering |